# Bahamy na Letních olympijských hrách 1992
Bahamy se účastnily Letní olympiády 1992 ve španělské Barceloně ve 4 sportech. Zastupovalo je 14 sportovců (12 mužů a 2 ženy).

## Medailové pozice
| Medaile | Jméno            | Sport    | Disciplína    |
| ------- | ---------------- | -------- | ------------- |
| Bronz   | Frank Rutherford | Atletika | Muži trojskok |